# Atlantagrotis hesperoides
Atlantagrotis hesperoides är en fjärilsart som beskrevs av Köhler 1945. Atlantagrotis hesperoides ingår i släktet Atlantagrotis och familjen nattflyn. Inga underarter finns listade i Catalogue of Life.